# Casiguran (Sorsogon)
Casiguran é um município de  quarta classe de renda municipal (d) na província Sorsogon, nas Filipinas. De acordo com o censo de 1 de maio  de  2020 possui uma população de 35 602 pessoas e 8 288 domicílios.